# Thorvald Petersens Cigarkassefabrik
Thorvald Petersens Cigarkassefabrik var en fabrik, der producerede cigarkasser. Fabrikken, der var grundlagt 1901, lå fra 1905 på Strandparksvej 10-12 i Hellerup og var i 1920'erne Skandinaviens største af sin art.
Fabrikken fremstillede også træsko og krydsfiner og beskæftigede i 1920'erne ca. 50 arbejdere og 10 funktionærer.
Fabrikken er siden ophørt og dens bygninger på Strandparksvej er revet ned.